# 㟖岗半蒴苣苔
㟖岗半蒴苣苔是苦苣苔科半蒴苣苔属的植物，是中国的特有植物。分布在中国大陆的广西等地，生长于海拔130米的地区，一般生长在山谷。
其种加词“longgangensis”意为“广西龙州县㟖岗国家级自然保护区的”。